# Markus Gramer
Markus Gramer (* 5. April 1963 in Saarbrücken) ist ein zeitgenössischer deutscher Maler und Graphiker.

## Leben und Kunst
Markus Gramer wuchs in Saarbrücken auf. 1983–1986 absolvierte er in Nürnberg eine Steinmetzlehre. 1987 zog er nach Strasbourg und begann dort ein Studium an der „École des Arts Décoratifs“ (Ateliers Gravure und Peinture), das er 1992 mit dem Diplom in Lithographie und Radierung abschloss. Gramer hat sich in umfangreicher künstlerischer Auseinandersetzung mit dem Werk des saarländischen Lyrikers Johannes Kühn beschäftigt. Zu Kühns Gedichten entstanden zahlreiche Illustrationen, die in eigenen Büchern sowie in Ausgaben der Jahresschrift für Literatur und Grafik Muschelhaufen publiziert wurden. In seinen Gemälden, vorwiegend in Acryl, zeigt er menschenleere Landschaften, in denen sich, in vielschichtigem und oft gedecktem Kolorit, fiktive Architekturelemente finden sowie symbolhafte Zeichen der Vergänglichkeit.
Gramer lebt in Nürnberg und Saarbrücken.

## Ausstellungen (Auswahl)
- 1991: Galerie Rouge et Noir, Strasbourg
- 1001: Galerie Annie Mouilleron, Strasbourg
- 1992: Galerie Koppermann, Badenweiler
- 1993: ART 8, Nürnberg (mit Susan Rauch)
- 1994: Galerie am Gasteig, München
- 1994: Galerie Nicole Buck, Strasbourg
- 1994: art multiple, Düsseldorf
- 1995: Gravures 1995, Saint-Louis
- 1996: Siemens AG, Erlangen
- 1997: 14. Mainzer Minipressen-Messe, Mainz
- 1998: Galerie am Brühl, Zell-Gresgen
- 1999: Reformations-Gedächtnis-Kirche, München
- 2000: Galerie Nitzschke, Karlsruhe
- 2000: Ehrenhalle, Rathaus Nürnberg
- 2000: St’Art 2000, Strasbourg
- 2001: Museum im Mia-Münster-Haus, St. Wendel
- 2001: Kunstzentrum Bosener Mühle
- 2002: Finanzministerium des Saarlandes, Saarbrücken
- 2003: Orangerie, Blieskastel
- 2003: Finanzministerium des Saarlandes, Saarbrücken
- 2004: Saarlandmuseum, Saarbrücken; Kunst macht Schule
- 2006: Kunstsammlungen und Museen Augsburg, Toskanische Säulenhalle im Augsburger Zeughaus
- 2008: Haus Ludwig, Saarlouis; Naturbild
- 2010: Universitätsbibliothek Kaiserslautern
- 2016: Art Karlsruhe

## Werke

### Bücher
- 12 Lithographien von Markus Gramer zu 12 Gedichten von Johannes Kühn. Staden-Verlag, Saarbrücken 2001, ISBN 3-935348-05-3
- Markus Gramer – Lithographien, Johannes Kühn – Gedichte. (Herausgeber: Günter Scharwath, Yvonne Schülke, Christof Trepesch). Staden-Verlag, Saarbrücken 2001, ISBN 3-935348-03-7
- Nürnberg. Sutton Verlag, Erfurt 2000, ISBN 3-89702-286-9
- Bildprozesse. Unter anderem mit Beiträgen von Klaus Holländer und Gedichten von Johannes Kühn. (Herausgeber: Yvonne Schülke). Staden-Verlag, Saarbrücken 2000, ISBN 3-935348-01-0
- Bilder. Markus Gramer. Verlag Moritz Schauenburg, Lahr 1999, ISBN 3-7946-0516-0
- Naturbild. Staden, Augsburg 2008, ISBN 3-935348-22-3

### Bilder (Auswahl)
- 1992 – Zwölf großformatige Radierungen zu Gedichten von Johannes Kühn. Mappe. In: Sammlungen des Germanischen Museums Nürnberg, des Ministeriums für Bildung, Kultur und Wissenschaft des Saarlandes sowie der Landeszentralbank in Rheinlandpfalz
- 1996 – Morgengrauen. Titelbild des Muschelhaufen. Jahresschrift für Literatur und Grafik. Viersen 1997, ISSN 0085-3593
- 1999/2000 – Strandgut. Privatbesitz
- 1999/2000 – Africa. Sparkasse Nürnberg
- 2000 – Ohne Titel. Union Stiftung, Saarbrücken